# Волкова, Инна Александровна
И́нна Алекса́ндровна Во́лкова (20 июля 1964, Мурманск, СССР) — российская певица и автор песен. Одна из участниц группы «Колибри». Автор биографической книги «Статус: Одна из „Колибри“».

## Биография
Родилась 20 июля 1964 года в Мурманске. Выступает с 1988 года. Замужем за режиссёром и актёром Александром Башировым. В 1997 году снялась в его фильме «Железная пята олигархии», к которому написала также песню «Не герой». У супружеской пары есть дочь Александра-Мария. С 1981 года проживает в Санкт-Петербурге.
С 1988 года и по сей день является бессменной участницей группы «Колибри».
Песни Инны Волковой, исполняемые ею, в которых она является автором, по дискографии группы «Колибри»:
1. «Голос» («Манера поведения» 1991 г.)
2. «Не рядом» («Маленькие трагедии» 1992 г.)
3. «Не рядом», «Тот, который» («Найди 10 отличий» 1995 г.)
4. «А я», «Частушки», «Ромашки» («Бес сахара» 1997 г.)
5. «Тот, который», «Ромашки» («Ремиксы» 1998 г.)
6. «Буратино» («TrioI» 2001 г.)
7. «Не герой», «Звезды Кремля», «Ночь», «Пластинка», «А я» («Любовь и её конечности» 2002 г.)
8. «Про войну», «Жигули», «Миленький», «Незабавная», «Железные звезды» («Железные звезды» 2009 г.)
9. «Новогодняя» (в соавт. с Н. Пивоваровой), «Жигули», «Не герой» («Апокрифы» 2013 г.)
10. «Физика», «Орбитальная станция», «Миленький», «Что-то о небе», «Как мне кажется» («Счастья нет» 2021 г.)

На песни Инны Волковой были сняты клипы:
1. «А я» — реж. Александр Баширов, 1997 г.
2. «Пластинка» — реж. Александр Баширов, 2001 г.

Участие в кино:
1. песня «Ты не герой» звучит в фильме реж. А. Баширова «Железная пята олигархии»
2. песня «Жигули» звучит на вступительных титрах в сериале А. Баширова «Удачи тебе, сыщик!»
3. в фильме-сказке «Рыжий Лис» 2016 г. реж. Александра Стреляная Инна исполняет «Песенку Бродячей Певицы» автора А. Стреляной
4. Инна — одна из героинь документального фильма «КОЛИБРИ в Париже и дома» Студии «Леннаучфильм» 1991 г.
5. роль «Певичка из портового кабачка» — фильм «Железная пята олигархии» 1998 г., реж. А. Баширов
6. Эпизодическая роль «Бродячая Певица» в фильме-сказке «Рыжий Лис» 2016 г., реж. А. Стреляная
7. Эпизодическая роль «Соседка Хармса» в фильме «Хармс» 2016 г., реж. И. Болотников
8. Песня «Не герой» повторяется в саундтреке фильма реж. К. Серебренникова «Петровы в гриппе» дважды: один раз как кавер в исполнении Одина Байрона, второй — как трек из альбома КОЛИБРИ «Любовь и её конечности».

Исполнила песню «Десять стрел» в трибьюте группе «Аквариум». Песня вошла в альбом-сборник «Апокрифы» группы «Колибри».
В 2019 году вышла книга Инны Волковой «Статус: Одна из „Колибри“». Книга сложилась из постов в Фейсбуке, включает в себя воспоминания о детстве, семье, гр. «Колибри», очерки из текущей жизни и стихи.
В 2019—2021 году работала как продюсер над последним альбомом группы "Колибри" «Счастья нет».
В 2021 году совместно с петербургским промоутером Денисом Рубиным была продюсером спектакля (перформативного шоу) «Счастья нет» по альбому "Колибри".
В 2022 приняла участие в записи трека «Весна» группы "Бабба".
С 2022 года совместно с Денисом Рубиным продюсирует трибьют "Колибри".
В 2023 году совместно с музыкантом Виктором Санковым приступила к записи альбома "Лирикалирика". В альбом войдут незаписанные в проекте "Колибри" и новые песни Инны. В июне 2023 года вышел сингл "М.алоэ", предваряющий альбом дуэта ВОЛКОВА САНКОВ, осенью этого же года состоялся релиз следующего сингла "8 секунд".
В 2023 году издана книга стихов Инны под названием "Канал Грибоедова примет все ваши беды".
С 2023 года время от времени выступает в коллаборации с Анной Чайковской и Дмитрием Шумиловым в программе "Трибьют группе Колибри".
В сентябре 2024 года начала сотрудничать с театральным проектом "Пегая лошадь", где исполняет свои песни.
В конце 2024 года вышло переработанное и изрядно дополненое переиздание книги "Одна из КОЛИБРИ" с иллюстрациями Анны Флоренской.

## Критика
Михаил Трофименков, критикуя на страницах своей книги «Я обещаю вам кровь и слезы» фильм Александра Баширова «Железная пята олигархии», отметил, что Инна Волкова, имеющая за плечами рок-сцену в качестве неплохой театральной школы, может и не потянула бы роль первого плана, но её эпизодические появления в роли восторженной певички являются точными и кажутся выверенными с применением хронометра.
Александр Кушнир, рассказывая на страницах своей книги «100 магнитоальбомов советского рока» об альбоме «Манера поведения» группы «Колибри», об Инне Волковой пишет, что её сценическим образом была смешная девчонка. Так при исполнении песни «Провал» она артистично имитировала потерю ритма, неуклюже размахивая ногами и руками. На первой студийной записи, поначалу, по сравнению со сценой, чувствовала себя совсем не так уверенно.
Алексей Певчев, обозревая на страницах октябрьского номера журнала «Музыкальная жизнь» за 2020 год литературу о рок-музыке, отметил, что Инна Волкова на страницах книги «Статус: Одна из „Колибри“» последовательно и честно с немного грустным, но очень тонким юмором живущей на стыке веков петербуржской барышни описывает приключения группы «Колибри».

«Статус: Одна из „Колибри“» — это не просто биография группы, но документ эпохи, познакомивший и закрутивший в общем культурно-историческом вихре людей ярких, неподконтрольных, страшно разгильдяйных, но и также — безгранично талантливых.— Алексей Певчев
По словам Алексея Любимова, Инна Волкова стала главной движущей силой группы «Колибри» с 1999 года после ухода Натальи Пивоваровой. Именно она, совместно с промоутером Денисом Рубиным, организовала юбилейный концерт, посвящённый 35-летию группы, проведённый в марте 2023 года на Новой сцене Александринского театра.
О книге Инны Волковой «Статус: Одна из „Колибри“» Артемий Троицкий написал: «Смешные заметки. Симпатично написаны. Жаль, совсем нет секса», Алексей Мажаев счёл что «Читать эти немного лукавые рассказики одно удовольствие. Даже два — от содержания и от языка рассказчицы». Последний также отметил, что в книге описаны истории, «из которых бьёт полнота жизни, юная энергия и творческая неукротимость».

### Для дополнительного чтения
- Любимов А. Колибри / Алексей Любимов. — СПб. : «ЗАО Торгово-издательский дом «Амфора», 2015. — 95 с. : ил. — (Серия «Легенды нашего рока»). — ISBN 978-5-367-03417-2.